# Herb gminy Przeworsk
Herb gminy Przeworsk – jeden z symboli gminy Przeworsk, autorstwa Roberta Szydlika, ustanowiony 31 maja 2022.

## Wygląd i symbolika
Herb przedstawia na tarczy koloru błękitnego czerwony krzyż patriarchalny, a pod nim złote godło herbu Leliwa. Jest to nawiązanie do historii terenów gminy – zakonu bożogrobców i Jana z Tarnowa.